# Beyond Measure
Beyond Measure é o quinto álbum de estúdio de Jeremy Camp, lançado em 31 de Outubro de 2006, pela BEC Recordings.

## Prémios
Em 2007, o álbum ganhou um Dove Awards na categoria "Recorded Music Packaging of the Year".

## Faixas
1. "Tonight"
2. "What It Means"
3. "Beyond Measure"
4. "Let It Fade"
5. "Feels Like"
6. "When You Are Near"
7. "No Matter What"
8. "Take A Little Time"
9. "Everything"
10. "I Am Nothing"
11. "Give You Glory"
12. "Give me Jesus"